# سانت بيتي بيتش
سانت بيتي بيتش (بالإنجليزية: St. Pete Beach)‏ هي مدينة أمريكية تقع في ولاية فلوريدا. تبلغ مساحة هذه المدينة 51.5 (كم²)،ويبلغ عدد سكانها 9346 نسمة حسب إحصاء سنة 2010 م 9346.تشير إحصاءات سنة 2000م بأن الكثافة السكانية في هذه المدينة تقدر بـ(auto) نسمة/كم2 

## أعلام
- تشاك هيلر